# Excélsior TV
Excélsior TV (estilizado como Etv) es un canal de televisión abierta mexicano de noticias. Es un canal derivado del periódico Excélsior; propiedad de Grupo Empresarial Ángeles y perteneciente a la división de Grupo Imagen. Era un canal hermano de cadenatres, propiedad del mismo grupo.

Actualmente transmite en televisión abierta por medio de la multiprogramación en estaciones de la red de Imagen Televisión y por televisión de paga en toda la República Mexicana y transmite contenidos adicionales de la plataforma Imagen Multicast, también de Grupo Imagen.

## Historia
Inició transmisiones el 2 de septiembre de 2013 en la "Esquina de la Información" en la Ciudad de México a través de la estación XHTRES-TDT por medio de la multiprogramación. Al ser un canal derivado del diario Excélsior; su programación está enfocada en noticieros aunque también cuenta con programas de análisis, políticos, deportivos, económicos, etc. El canal transmite durante las 24 horas del día, sin embargo, durante horas de la madrugada y parte del fin de semana se emiten espacios infomerciales.
El 26 de octubre de 2015, el canal fue "relanzado" al reemplazar la señal de cadenatres, siendo migrados únicamente los conductores de noticieros de cadenatres en espacios similares y ciertos espacios pagados. Ninguna de las estaciones afiliadas a cadenatres tomó la señal de Excélsior TV.
El 25 de noviembre de 2015 dejó de transmitirse por el canal digital 27.2 de XHTRES-TDT en el Valle de México. Este canal fue con el que empezó a transmitir Excélsior TV en televisión digital abierta, pero siguió utilizándose simultáneamente cuando la señal reemplazó a cadenatres durante un mes.
El 2 de octubre de 2016, Grupo Imagen movió la redacción y los estudios de Excélsior TV a "Ciudad Imagen" en Av. Universidad 2014, al sur de la Ciudad de México, junto con Imagen Radio e Imagen Televisión.
Excélsior TV comenzó a transmitir los partidos como local de Cruz Azul, Gallos de Querétaro y Alebrijes de Oaxaca en la Copa MX.
A partir del Torneo Apertura 2017, el canal transmitió los partidos como local de los clubes Querétaro, Pachuca y León en la Liga MX cuando se celebraban entre semana para evitar cambios en la programación de Imagen Televisión.
El 6 de septiembre de 2017, el Instituto Federal de Telecomunicaciones autorizó que el canal pueda transmitirse de manera abierta en 38 estaciones concesionadas a Cadena Tres I, S.A. de C.V., propiedad de Grupo Imagen y pertenecientes a la cadena Imagen Televisión. Oficialmente Grupo Imagen lanzó la señal de Excélsior TV a nivel nacional en sus 38 estaciones en operación, el día 6 de noviembre de 2017, con lo cual, de acuerdo a Grupo Imagen, se amplió su cobertura a 50 ciudades.
El 31 de enero de 2020, comenzó a circular la noticia del final de transmisiones del canal Excélsior TV de manera sorpresiva. Sin embargo, Grupo Imagen anunció ese día que, como parte de una estrategia para fortalecer a la cadena Imagen Televisión, el canal complementaría sus contenidos con los de la plataforma Imagen Multicast a partir del 3 de febrero de 2020, siguiendo con el enfoque informativo que ha tenido el canal desde su creación.
Como parte de la misma estrategia, tras la realización de un acuerdo de arrendamiento, Grupo Andrade, propietarios del periódico, El Heraldo de México, se haría cargo de la estación XHTRES-TDT y sería utilizado para la transmisión del canal de TV de paga, Heraldo TV, terminando con las transmisiones del canal para el Valle de México.

## Retransmisión por televisión abierta
Se retransmite como subcanal en estaciones de Imagen Televisión. La señal de Excélsior TV no tiene un canal virtual reservado y asignado, por lo que se utiliza el canal virtual asignado para Imagen Televisión. Aunque es el único canal multiprogramado, el canal virtual utilizado es el 3.4 (con la excepción de XHCTRM-TDT de Reynosa, Tamaulipas y XHCTAP-TDT de Agua Prieta, Sonora que ocupan los canales 13.4 y 10.4, respectivamente). esto debido a que originalmente se tendrían 4 canales multiprogramados en cada estación, siendo Excélsior TV el cuarto, si bien se renunció al acceso de 2 de esos canales multiprogramados, se mantuvo el número secundario del canal virtual. 

| Distintivo  | Canal digital | Poblaciones obligatorias a servir                                                                                |
| ----------- | ------------- | --- |
| XHCTAG-TDT  | 18            | Aguascalientes, Aguascalientes Lagos de Moreno, Jalisco. Nochistlán, Zacatecas. León, Guanajuato.                |
| XHCTEN-TDT  | 24            | Ensenada, Baja California.                                                                                       |
| XHCTME-TDT  | 17            | Mexicali, Baja California. San Luis Río Colorado, Sonora.                                                        |
| XHCTTI-TDT  | 33            | Tijuana y Tecate, Baja California.                                                                               |
| XHCTLP-TDT  | 22            | La Paz, Baja California Sur.                                                                                     |
| XHCTSJ-TDT  | 21            | San José del Cabo y Cabo San Lucas, Baja California Sur.                                                         |
| XHCTCA-TDT  | 20            | Campeche y Champotón, Campeche.                                                                                  |
| XHCTCM-TDT  | 20            | Ciudad del Carmen, Campeche.                                                                                     |
| XHCTTH-TDT  | 29            | Tapachula, Huehuetán y Motozintla, Chiapas.                                                                      |
| XHCTCR-TDT  | 27            | Tuxtla Gutiérrez, Chiapas.                                                                                       |
| XHCTCH-TDT  | 29            | Chihuahua y Ciudad Delicias, Chihuahua.                                                                          |
| XHCTCJ-TDT  | 31            | Ciudad Juárez, Chihuahua.                                                                                        |
| XHCTMX-TDT  | 29            | Ciudad de México y área metropolitana.                                                                           |
| XHCTSA-TDT  | 26            | Saltillo, Coahuila.                                                                                              |
| XHCTTR-TDT  | 24            | Torreón, Coahuila. Gómez Palacio, Ciudad Lerdo, Cuencamé y Nazas, Durango.                                       |
| XHCTCO-TDT  | 24            | Colima y Tecomán, Colima.                                                                                        |
| XHCTCE-TDT  | 23            | Cuencamé, Durango                                                                                                |
| XHCTDG-TDT  | 24            | Durango, Durango.                                                                                                |
| XHCTLE-TDT  | 26            | León y Silao, Guanajuato. Lagos de Moreno, Jalisco.                                                              |
| XHCTCY-TDT  | 15            | Celaya, Guanajuato, Irapuato y Salamanca, Guanajuato. Ciudad Hidalgo y Morelia, Michoacán. Querétaro, Querétaro. |
| XHCTAC-TDT  | 21            | Acapulco, Guerrero.                                                                                              |
| XHCTCP-TDT  | 25            | Chilpancingo, Guerrero.                                                                                          |
| XHCTIZ-TDT  | 36            | Ixtapa-Zihuatanejo, Guerrero.                                                                                    |
| XHCTIX-TDT  | 16            | Ixmiquilpan, Pachuca y Tula de Allende, Hidalgo. Tamazunchale, San Luis Potosí. San Juan del Río, Querétaro.     |
| XHCTGD-TDT  | 28            | Guadalajara, Jalisco.                                                                                            |
| XHCTTO-TDT  | 14            | Toluca, Estado de México.                                                                                        |
| XHCTMO-TDT  | 34            | Morelia y Pátzcuaro, Michoacán.                                                                                  |
| XHCTUR-TDT  | 35            | Uruapan, Michoacán.                                                                                              |
| XHCTCU-TDT  | 23            | Cuernavaca, Morelos.                                                                                             |
| XHCTNY-TDT  | 22            | Tepic y Santiago Ixcuintla (Peñitas), Nayarit.                                                                   |
| XHCTMY-TDT  | 22            | Monterrey, Sabinas Hidalgo y Montemorelos, Nuevo León.                                                           |
| XHCTSH-TDT  | 36            | Sabinas Hidalgo, Nuevo León.                                                                                     |
| XHCTHL-TDT  | 28            | Huajuapan de Leon, Oaxaca.                                                                                       |
| XHCTOX-TDT  | 16            | Oaxaca, Oaxaca.                                                                                                  |
| XHCTPU-TDT  | 21            | Puebla, Puebla. Tlaxcala, Huamantla y Apizaco, Tlaxcala.                                                         |
| XHCTTE-TDT  | 17            | Tehuacán, Puebla.                                                                                                |
| XHCTCN-TDT  | 22            | Cancún, Quintana Roo.                                                                                            |
| XHCTRV-TDT  | 26            | Rio Verde, San Luis Potosí.                                                                                      |
| XHCTSL-TDT  | 33            | San Luis Potosí, San Luis Potosí.                                                                                |
| XHCTCI-TDT  | 33            | Culiacán y Cosalá-San Ignacio, Sinaloa.                                                                          |
| XHCTLM-TDT  | 33            | Los Mochis, Guasave y Guamúchil, Sinaloa.                                                                        |
| XHCTMZ-TDT  | 21            | Mazatlán, Sinaloa.                                                                                               |
| XHCTAP-TDT  | 26            | Agua Prieta y Cananea, Sonora.                                                                                   |
| XHCTOB-TDT  | 24            | Ciudad Obregón, Huatabampo Y Navojoa, Sonora.                                                                    |
| XHCTHE-TDT  | 28            | Hermosillo, Sonora.                                                                                              |
| XHCTVL-TDT  | 36            | Villahermosa, Cárdenas, Huimanguillo, Paraíso, Macuspana, Cunduacán y Frontera, Tabasco.                         |
| XHCTNL-TDT* | 35            | Nuevo Laredo, Tamaulipas.                                                                                        |
| XHCTRM-TDT  | 22            | Reynosa y Matamoros, Tamaulipas.                                                                                 |
| XHCTVI-TDT  | 20            | Ciudad Victoria y La Rosita Villagrán, Tamaulipas.                                                               |
| XHCTTA-TDT  | 25            | Tampico, Tamaulipas.                                                                                             |
| XHCTCZ-TDT  | 25            | Cerro Azul, Tuxpan, Poza Rica e Ixhuatlán de Madero, Veracruz. Huejutla de Reyes, Hidalgo.                       |
| XHCTLV-TDT  | 16            | Coatzacoalcos, Veracruz. La Venta, Cárdenas, Huimanguillo, Paraíso y Cunduacán, Tabasco.                         |
| XHCTVE-TDT  | 25            | Veracruz, La Antigua, Alvarado y Boca del Río, Veracruz.                                                         |
| XHCTJA-TDT  | 25            | Xalapa, Misantla, Perote, Tlapacoyan, Huatusco, Córdoba, Orizaba y Las Lajas, Veracruz.                          |
| XHCTMD-TDT  | 22            | Mérida y Ticul, Yucatán. Calkini, Campeche.                                                                      |
| XHCTVA-TDT  | 21            | Valparaíso, Zacatecas.                                                                                           |
| XHCTZA-TDT  | 27            | Zacatecas, Jerez de García, Salinas, Guadalupe y Fresnillo, Zacatecas.                                           |

- - Estaciones con canal virtual 13.1.
- - Estaciones con canal virtual 10.1.